# Кальсой
Кальсой (фар. Kalsoy) — один из островов Фарерского архипелага, расположенный в его северной части.
Кальсой сравнительно изолирован от остальных островов, к нему не проложены мост, дамба или тоннель, которые есть между другими крупными островами архипелага.
На октябрь 2021 года острове расположены следующие населённые пункты:
| Название                      | Население, чел. |
| ----------------------------- | --------------- |
| Хусар (фар. Húsar)            | 34              |
| Микладеалур (фар. Mikladalur) | 25              |
| Трёдланес (фар. Trøllanes)    | 13              |
| Сирадеалур (фар. Syðradalur)  | 7               |
| Всего                         | 79              |

На юге острова находятся остатки зданий поселения Бланкскоали (фар. Blankskáli), которое было заброшено в 1809 году по причине постоянной угрозы схода лавины.

## В культуре
- Остров — место из легенды о женщине-тюлене и фермере из Микладеалура[4].
- Здесь проходили съёмки заключительного момента фильма «Не время умирать». На месте «гибели» агента 007 установлен памятник[5].